# Happy Family (film)
Pour plus de détails, voir Fiche technique et Distribution.

Happy Family, aussi connu sous le titre Monster Family, est un long métrage d'animation britannique réalisé par Holger Tappe, sorti en 2017.

## Fiche technique
- Titre : Ma famille monstre
- Titre original : Happy Family
- Titre québécoise : L’Heureux Famille
- Réalisation : Holger Tappe (de)
- Scénario : Emily Watson, Nick Frost
- Musique : Hendrik Schwarzer (de)
- Production : Holger Tappe
- Pays d'origine :  Royaume-Uni et  Allemagne
- Genre : animation
- Durée : 96 minutes
- Date de sortie : 2017
- Budget :  30 000 000 $ [1].

## Distribution

### Voix originales
- Nick Frost : Frank Wishbone
- Emily Watson : Emma Wishbone
- Ethan Rouse : Max Wishbone
- Jessica Brown Findlay : Fay Wishbone
- Celia Imrie : Cheyenne
- Jason Isaacs : Dracula

### Voix françaises
- Gérard Lanvin : Frank Wishbone
- Deborah Perret : Emma Wishbone
- Matt Mouredon : Max Wishbone
- Louane Emera : Fay Wishbone
- Ingrid Donnadieu : Cheyenne
- Serge Faliu : Dracula
- François Damiens, Christophe Lemoine, Leïla Bekhti, Marc Arnaud, Audrey Tautou, Bruno Choël, Michel Vigné, Boris Rehlinger, Emmanuel Curtil : Voix additionnelles

### Voix québécoises
- Gilbert Lachance : Frank Wishbone
- Anne Dorval : Emma Wishbone
- Xavier Dolan : Max Wishbone
- Ludivine Reding : Fay Wishbone
- Aline Pinsonneault : Cheyenne
- Louis-Philippe Dandenault : Dracula
- François Godin, Kim Jalabert, Dominique Cambe, Alain Zouvi, Mélanie Laberge, Claudine Chatel, Luis de Cespedes, Sylvain Hétu : Voix additionnelles